# SKYbrary
SKYbrary ist ein von EUROCONTROL, der ICAO, sowie der Flight Safety Foundation gegründetes Wiki, das das Ziel verfolgen soll, eine allgemein verständliche und frei zugängliche Quelle über Luftfahrtsicherheit zu erstellen. Die Skybrary wurde im Mai 2008 basierend auf MediaWiki-Software gegründet. Die „Flight Safety Foundation“ beschreibt die Ziele von SKYbrary wie folgt:

“capturing authoritative aviation industry information and create cumulative knowledge, especially with regard to critical safety issues”

„Verbindliche Informationen aus der Luftfahrt-Branche zu sammeln und ein geballtes Wissen, besonders über kritische Scherheitsthemen, aufzubauen.“

Das „HindSight Magazine“ und EUROCONTROL erhielten auf dem „FSF International Air Safety Seminar“ (IASS) 2009 den Cecil A. Brownlow Publication Award für SKYbrary.

## SKYbrary’s Struktur
Die Startseite von SKYbrary führt den Besucher in die Inhalte über drei Große Portale ein. Diese, der Wikipedia ähnliche Portalstruktur verweist danach auf mehrere Unterthemen. Momentan sind diese Haupt-Kategorien: Operative Belange (Operational Issues), Sicherheitssteigerung (Enhancing Safety), Sicherheitsbestimmungen (Safety Regulations) und Verschiedenes (Miscellaneous).